# 吉尔·迈尔斯·克拉克
吉尔·迈尔斯·克拉克（英語：Jearl Miles Clark，1966年9月4日—），美国女子田径运动员，主攻短跑。她曾代表美国参加1992年、1996年、2000年和2004年夏季奥林匹克运动会田径比赛，获得二枚金牌和一枚银牌。